# Michał Staniszewski (polityk)
Michał Paweł Staniszewski (ur. 22 lipca 1986 w Bytomiu) – polski samorządowiec, w latach 2010–2012 i od 2014 do nadal członek Rady Miejskiej w Bytomiu, a od 2022 Przewodniczący Rady Miejskiej w Bytomiu.

## Życiorys
Od początku swojego życia związany z Miechowicami, gdzie uczęszczał do reaktywowanej Szkoły Podstawowej nr 26 i nieistniejącego już Gimnazjum nr 14. W 2005 roku ukończył naukę w I Liceum Ogólnokształcącym w Chorzowie. Dalszą edukację kontynuował na Politechnice Śląskiej w Gliwicach, gdzie w 2010 r. uzyskał dyplom magistra inżyniera informatyki, natomiast w 2015 roku obronił pracę doktorską pt. Analiza sygnałów magnetycznego rezonansu jądrowego z wykorzystaniem dekompozycji SVD uzyskując stopień naukowy doktora nauk technicznych w dziedzinie informatyka o specjalności bioinformatyka. Ukończył także studia podyplomowe na kierunku zarządzania projektem europejskim na Uniwersytecie Ekonomicznym w Katowicach.
W 2006 roku przystąpił do Platformy Obywatelskiej, natomiast w 2010 po raz pierwszy uzyskał mandat radnego w bytomskiej Radzie Miejskiej otrzymując 448 głosów w wyborach. Po raz kolejny został wybrany do Rady Miejskiej w Bytomiu w 2014 i w 2018 r. W latach 2012–2018 pracował jako doradca i dyrektor biur europosła Jerzego Buzka. Od 2019 r. pełni funkcję przewodniczącego PO w Bytomiu, a od 2021 jest członkiem Zarządu Regionu Śląskiego partii. W 2022 r. bytomscy radni zadecydowali o przekazaniu mu funkcji przewodniczącego Rady Miejskiej w Bytomiu.
Zawodowo był związany m.in. z Centrum Badawczo-Rozwojowym Polsko-Japońskiej Akademii Technik Komputerowych w Bytomiu. Od 2019 r. prowadzi własną działalność gospodarczą, jest także udziałowcem i prezesem zarządu QSystems.pro Sp. z o.o. zajmującej się świadczeniem usług IT oraz realizacją projektów łączących biznes i naukę. Jednocześnie pracuje jako adiunkt w Katedrze Grafiki, Wizji Komputerowej i Systemów Cyfrowych Wydziału Automatyki, Elektroniki i Informatyki Politechniki Śląskiej.